# Сејлем (Оклахома)
Сејлем (енгл. Salem) насељено је место без административног статуса у америчкој савезној држави Оклахома.

## Демографија
По попису из 2010. године број становника је 112, што је 23 (25,8%) становника више него 2000. године.
| Група             | 2000.      | 2010.      |
| Белци             | 44 (49,4%) | 60 (53,6%) |
| Афроамериканци    | 0 (0,0%)   | 1 (0,9%)   |
| Азијати           | 0 (0,0%)   | 0 (0,0%)   |
| Хиспаноамериканци | 1 (1,1%)   | 0 (0,0%)   |
| Укупно            | 89         | 112        |